# Шенек (Хесен)
Шенек (њем. Schöneck) општина је у њемачкој савезној држави Хесен. Једно је од 28 општинских средишта округа Мајн-Кинциг. Према процјени из 2010. у општини је живјело 11.903 становника. Посједује регионалну шифру (AGS) 6435026.

## Географски и демографски подаци
Шенек се налази у савезној држави Хесен у округу Мајн-Кинциг. Општина се налази на надморској висини од 141 метра. Површина општине износи 21,5 km². У самом мјесту је, према процјени из 2010. године, живјело 11.903 становника. Просјечна густина становништва износи 554 становника/km².

## Међународна сарадња
| Мјесто      | Држава    | Врста сарадње | Од    |
| ----------- | --------- | ------------- | ----- |
| Ђомаендред  | Мађарска  | партнерство   | 2003. |
| Ану         | Француска | партнерство   | 1973. |
| Трајскирхен | Аустрија  | пријатељство  | 1973. |
| Извор       |           |               |       |